# Comuna Bohodarivka, Ciornuhî
Bohodarivka (în ucraineană Богодарівка) este o comună în raionul Ciornuhî, regiunea Poltava, Ucraina, formată din satele Bohodarivka (reședința), Holotivșciîna și Osneah.

## Demografie
Componența lingvistică a comunei Bohodarivka
     Ucraineană (99,47%)
     Alte limbi (0,53%)
Conform recensământului din 2001, majoritatea populației comunei Bohodarivka era vorbitoare de ucraineană (99,47%), existând în minoritate și vorbitori de alte limbi.